# Teo e Zodì - Un cammello per amico
Teo e Zodì - Un cammello per amico (Zodi et Téhu, frères du désert) è un film d'avventura francese del 2023 diretto da Éric Barbier.

## Trama
Zodi, una nomade di 12 anni, scopre un cucciolo di cammello orfano nel deserto. Lo accoglie, gli dà da mangiare, lo chiama Tehu e diventa il suo migliore amico. Zodi viene a sapere da una veterinaria, Julia, che Tehu è un corridore eccezionale e può portare un grande guadagno alla sua tribù. Ma le qualità del suo giovane cammello suscitano l'avidità di Tarek, il bracconiere della regione. Per evitare che Tehu venga venduto, Zodi decide di fuggire e attraversare il Sahara. È durante questo viaggio che Zodi affronterà Tarek, sopravviverà a una tempesta di sabbia e attraverserà il Mare di Sale con l'obiettivo finale di iscrivere Tehu alla più grande corsa di cammelli del mondo ad Abu Dhabi. Con l'aiuto di Julia, Zodi lavorerà sodo per realizzare il suo sogno, fare di Tehu un campione e salvare la sua tribù.